# Joho (Pace)
Joho is een bestuurslaag in het regentschap Nganjuk van de provincie Oost-Java, Indonesië. Joho telt 7362 inwoners (volkstelling 2010).